# Zeudi Araya
Zeudi Araya es una actriz, cantante y productora eritrea naturalizada italiana.

## Biografía
Araya nació el 10 de febrero de 1951 en Dekemhare, Eritrea. Hija de un político y sobrina de un embajador en Roma, se graduó en 1969 y el mismo año fue elegida Miss Eritrea.

## Carrera
Durante un viaje a Italia en 1972, le presentaron al director Luigi Scattini, quien la escogió como parte del elenco de la película La chica de la piel de luna rodada en Seychelles. De 1973 a 1975, interpretó varios personajes en películas, la mayoría de las cuales fueron dirigidas por Scattini. En 1976 apareció con Paolo Villaggio en la película Il signor Robinson, mostruosa storia d'amore e d'avventure de Sergio Corbucci. También apareció en la versión italiana de la revista Playboy en marzo de 1974.
Después de la película The Choice of the Lords, estrenada en 1983, apareció esporádicamente como actriz y produjo algunas películas.

## Vida privada
Estuvo casada con el productor de cine Franco Cristaldi desde 1983 hasta su muerte en 1992.

## Filmografía
- 1973: La ragazza fuoristrada de Luigi Scattini
- Il corpo de Luigi Scattini
- 1974: La preda de Domenico Paolella
- 1975: La peccatrice de Pier Ludovico Pavoni
- 1976: Signor Robinson, mostruosa storia d'amore e d'avventure de Sergio Corbucci
- 1979: Tesoro mio (también escrito Tesoromio ) de Giulio Paradisi
- Giallo napoletano de Sergio Corbucci
- 1983: I Paladini: Storia d'armi e d'amori  de Giacomo Battiato
- 1987: Il giorno prima de Giuliano Montaldo
- 1996: Marciando nel buio de Massimo Spano
- 2009: Franco Cristaldi e il suo cinema Paradiso de Massimo Spano[6]